# Юність (стадіон, Волочиськ)
«Юність» — головний стадіон міста Волочиськ Хмельницької області, домашня арена футбольного клубу «Агробізнес». Місткість — 2700 глядачів.

## Історія
Стадіон «Юність» було здано в експлуатацію у 1980 році. Місткість стадіону на той час складала 3500 місць. Після реконструкції, під час якої на центральних секторах стадіону було встановлено пластикові сидіння, кількість глядацьких місць зменшилася до 2700.
У сезоні 2003/04 хмельницьке «Поділля» провело на стадіоні «Юність» п’ять матчів у рамках Другої ліги чемпіонату України. У цих іграх господарі поля одержали чотири перемоги при одній нічиїй.
З 2016 року стадіон став домашньою ареною футбольного клубу «Агробізнес». На «Юності» проходять матчі цієї команди у рамках Чемпіонату Хмельницької області (у сезоні 2016), Чемпіонату України серед аматорів (у сезоні 2016/17), Другої ліги (у сезоні 2017/18), Першої ліги (з сезону 2018/19) та Кубку України з футболу. Також на «Юності» виступав «Агробізнес-2».
У 2018 році ФК «Агробізнес» відбулася реконструкція стадіону згідно вимог Першої ліги. Було встановлено електронне табло, обладнано систему автоматичного поливу газону, проведено реконструкцію роздягалень, створено сучасний тренажерний зал, конференцзал тощо. Східна трибуна була повністю обладнана пластиковими сидіннями. Встановлено вишку для проведення медіатрансляцій.

## Характеристики
- Довжина бігових доріжок – 400 м.
- Габарити футбольного поля – 105х74 м.
- Площа капітальної будівлі – 1000 м2.[2]

## Власники
У 1980–2012 роках стадіон «Юність» знаходився в управлінні Волочиського фізкультурно-спортивного товариства «Колос».
У 2012 році рішенням сесії Волочиської районної ради стадіон передано в керування відділу освіти, молоді та спорту волочиської райадміністрації, волочиській ДЮСШ даного відділу.
1 січня 2016 року стадіон передано у Волочиську об’єднану територіальну громаду відділу освіти, молоді та спорту, волочиській ДЮСШ.